# Hertsa
Hertsa (en ukrainien : Герца) ou Guertsa (en russe : Герца) ou Herța (en roumain) est une ville de l'oblast de Tchernivtsi, en Ukraine, et le centre administratif du Raion de Herța. Sa population s'élevait à 2 097 habitants en 2022.

## Géographie
Hertsa est située au sud de la rivière Prut, près de la frontière roumaine, à 29 km au sud-est de Tchernivtsi et à 403 km au sud-ouest de Kiev.

## Histoire
Hertsa est mentionnée pour la première fois en 1437 et appartient historiquement à la principauté de Moldavie. Grâce à ses relations commerciales, la ville se développe, devient un important marché et obtient le statut de ville en 1672. Après l’union de la Moldavie avec la Valachie en 1859, la ville fait partie de la Roumanie et son statut de ville est renouvelé en 1864.
Après la Première Guerre mondiale, Hertsa reste roumaine jusqu’à l’occupation soviétique de la Bessarabie et de la Bucovine du Nord. L’Union soviétique ne revendiquait pas Hertsa, mais la Bessarabie et la Bucovine du nord. Toutefois la ville, se trouvant à la limite de ces deux régions, est tout de même prise par l’Armée rouge le 2 août 1940 en application du protocole secret du pacte Hitler-Staline. Si l’Armée rouge entra dans Hertsa, c’est parce que sur la carte de l’état-major soviétique, l’épaisseur du trait rouge marquant la nouvelle frontière couvrait par erreur Hertsa. Comme la garnison roumaine locale ne s’y attendait pas, elle se défend, est anéantie et l’armée roumaine compte dans cet engagement ses tout premiers morts de la Seconde Guerre mondiale. La garnison de Hertsa comptait un soldat de confession juive, Solomon Iancou, considéré après-guerre comme la première victime de la Shoah en Roumanie. Avec l’attaque de l’Axe contre l’URSS, la ville redevient roumaine en juin 1941 et la minorité juive, accusée par le régime roumain devenu fasciste d’avoir soutenu les autorités soviétiques d’occupation, est déportée en Transnistrie d’où la plupart de ses membres ne reviendront pas. Hertsa a été à nouveau rattachée à la République socialiste soviétique d'Ukraine en mars 1944. Depuis 1991, elle fait partie de l’Ukraine indépendante.
Jusqu’à nos jours (seconde décennie du XXIe siècle) la ville de Hertsa est restée peuplée à 95 % par une population de langue et de culture moldave roumaine. En Roumanie même, les conditions de l’annexion de la ville par l’Union soviétique, en 1940, ainsi que le génocide commis par le régime Antonescu entre 1941 et 1943, demeurent des sujets douloureux.

## Population
Recensements (*) ou estimations de la population :
| 1959* | 1970* | 1979* | 1989* | 2001* | 2010  |
| ----- | ----- | ----- | ----- | ----- | ----- |
| 1 407 | 2 094 | 2 149 | 2 360 | 2 068 | 2 127 |

| 2011  | 2012  | 2013  | 2014  | 2015  | 2016  |
| ----- | ----- | ----- | ----- | ----- | ----- |
| 2 130 | 2 128 | 2 122 | 2 113 | 2 112 | 2 119 |

| 2017  | 2018  | 2019  | 2020  | 2021  | 2022  |
| ----- | ----- | ----- | ----- | ----- | ----- |
| 2 107 | 2 125 | 2 118 | 2 102 | 2 108 | 2 097 |

## Lieux d’intérêt

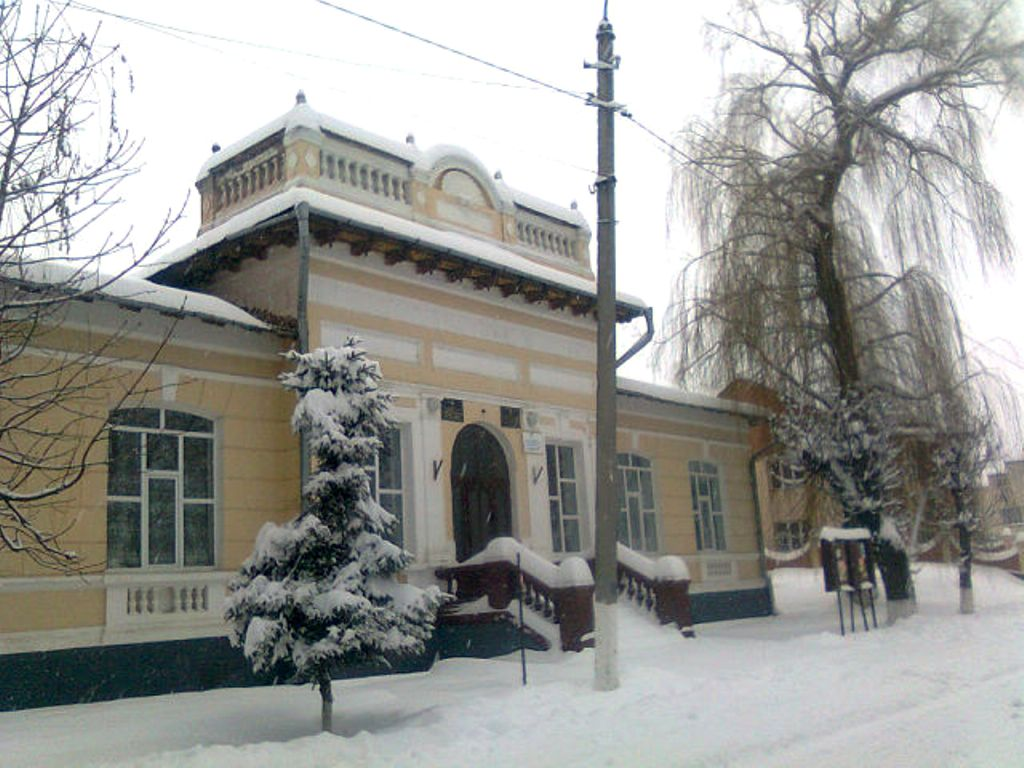
Ancienne synagogue, devenue Palais de la culture.
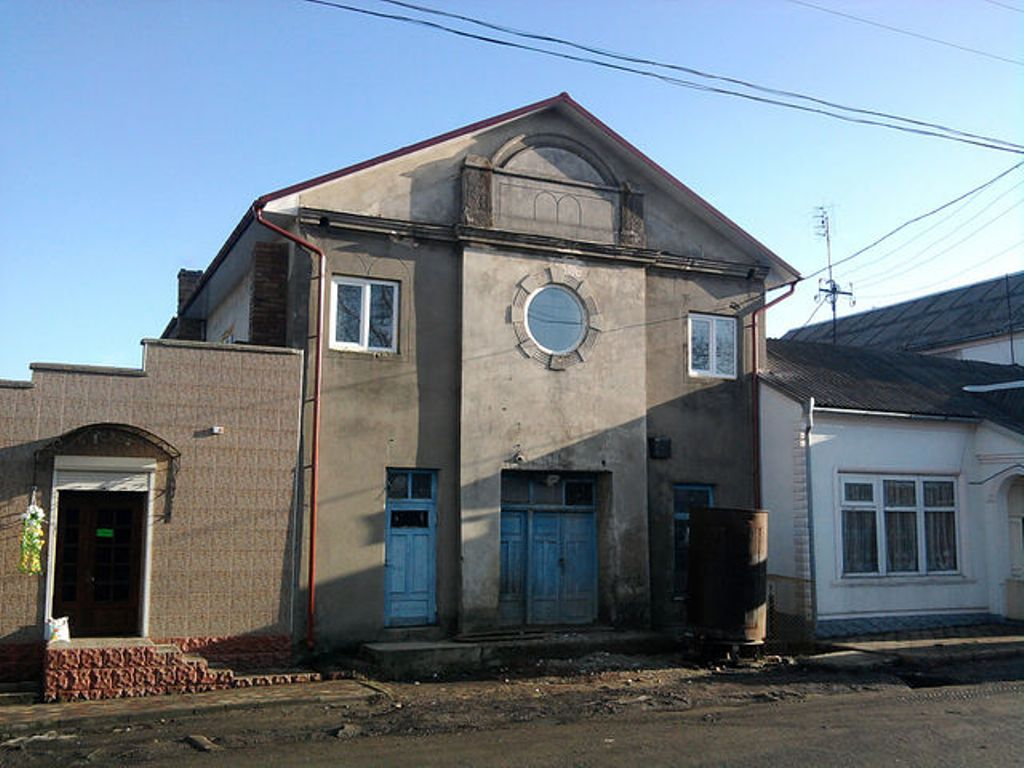
Autre ancienne synagogue, devenue habitation.
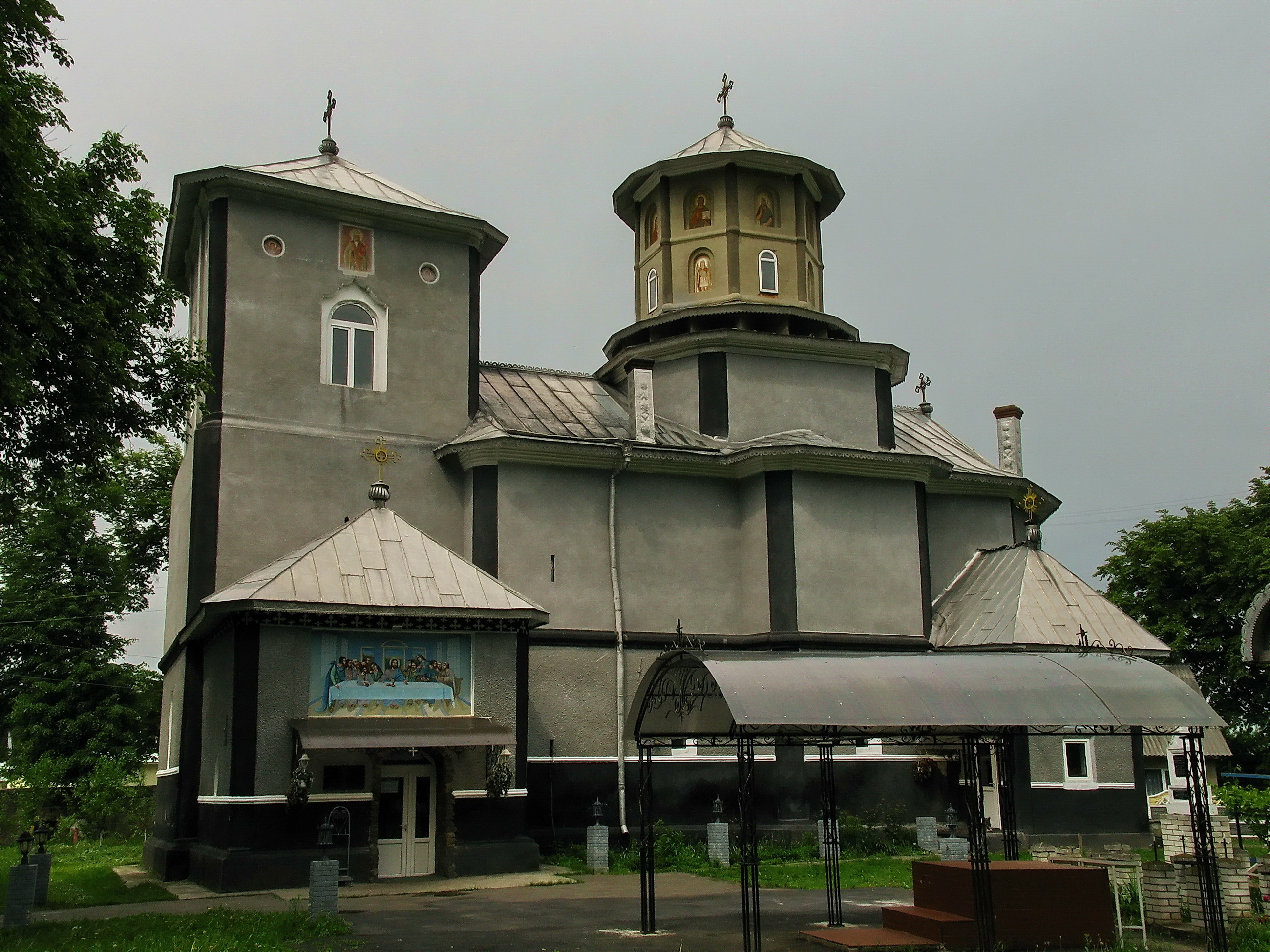
Église, classée[6].